# You’ll Never Know
You’ll Never Know ist ein Lied, das im Jahr 1943 von Harry Warren komponiert wurde. Der Text, der auf einem Gedicht von Dorothy Fern Norris basiert,  stammt von Mack Gordon. In der von Alice Faye gesungenen Version wurde es als Filmsong für den Film Hello, Frisco, Hello verwendet. Das Lied gewann bei der Oscarverleihung 1944 den Oscar in der Kategorie Bester Song.

## Hintergrund
Die ergreifende Ballade, gesungen von Alice Faye im „ruhigeren, komponierten, sehr effektiven“ neuen Stil, wurde sofort zu einem Klassiker. Die Botschaft des Songs hatte sich wirkungsvoll mit der sanft klagenden Stimme der Sängerin verbunden und traf den Nerv im Gefühlsleben der ganzen US-Nation. Seine Aktualität war tiefgreifend und erreichte das Publikum im Frühjahr 1943, als die amerikanischen Soldaten weiterhin in zunehmend größerer Zahl nach Übersee in den Krieg zogen 
(You went away and my heart went with you/ I speak your name in my every prayer/ If there is some other way to prove that I love you/ I swear I don't know how/ You'll never know if you don't know now; Du bist weggegangen und mein Herz ging mit dir./ Ich nenne deinen Namen in jedem meiner Gebete./ Wenn es einen anderen Weg gibt, dir zu beweisen, dass ich dich liebe,/ schwöre ich, ich weiß nicht wie./ Du wirst es nie wissen, wenn du es jetzt nicht weißt).

## Coverversionen
Das Lied wurde oft gecovert, so von Bette Midler, Connie Francis, Ella Fitzgerald, Engelbert und vielen anderen. Die Version von Dick Haymes war vom Juli bis August 1943 für vier Wochen ein Nummer-eins-Hit in den USA.
Barbra Streisand nahm das Lied schon im Jahr 1955 im Alter von 13 Jahren auf. Später veröffentlichte sie das Lied auf ihrem Albumset Just for the Record. Das Albumset enthält auch eine Version, wo Barbra Streisand mit ihrem jüngeren Ich ein Duett singt.